# Archidiecezja Thare i Nonseng
Archidiecezja Thare i Nonseng (łac.: Archidioecesis Tharensis et Nonsengensis) – rzymskokatolicka archidiecezja ze stolicą w Tha Rae w Tajlandii, wchodząca w skład Metropolii Thare i Nonseng. Siedziba biskupa znajduje się w Katedrze św. Michała Archanioła w Tha Rae. 

## Historia
- Archidiecezja Thare i Nonseng powstała 4 maja 1899 jako wikariat apostolski Laosu. W dniu 21 grudnia 1950 roku zmieniono nazwę na wikariat apostolski Thare. Kolejna zmiana nastąpiła w dniu 25 marca 1960, gdy powstał wikariat apostolski Thare i Nonseng. Ostatecznie został on podniesiony w dniu 18 grudnia 1965 do rangi archidiecezji.

## Biskupi
- ordynariusz: Abp Anthony Weradet Chaiseri

## Podział administracyjny
W skład archidiecezji Thare i Nonseng wchodzi 75 parafii

## Główne świątynie
- Katedra: Katedra św. Michała Archanioła w Tha Rae
- Konkatedra: Konkatedra św. Anny w Mueang Nakhon Phanom